# Смешанный брак в Японии
Смешанный брак в Японии — семейный союз, заключённый на территории Японии представителями разных национальностей.

## История
Смешанные браки в Японии были официально разрешены в 1873 году, в период Мэйдзи, в соответствии со 103-м декретом Государственного совета. Согласно декрету, на подобные браки требовалось разрешение правительства. Японки, желавшие выйти замуж за иностранца, рисковали потерять «статус японца», то есть принадлежность к той или иной японской семье, дому.  В то же время, выходцы из других стран (при условии вхождения в дом жены в качестве зятя) приобретали «статус японца». Декрет также дал право женам-японкам уезжать за границу вслед за своими мужьями-иностранцами, у которых кончался срок службы в Японии.
	Благодаря декрету уже к 1897 году было заключено 265 смешанных браков. 230 из них описал в своём исследовании учёный Кояма Нобору.
	Большинство смешанных браков в Японии в период Мэйдзи были заключены между японками и мужчинами-иностранцами. При этом, мужья-иностранцы, чаще всего, являлись выходцами из Англии, Китая, Германии и Америки, а их жены-японки состояли у них на службе. Среди жен-иностранок чаще всего встречались граждане Германии, Америки и Англии.
	В послевоенное время стало заключаться все больше смешанных браков, особенно между японками и американцами. Это произошло, во-первых, из-за того, что мужское население Японии заметно сократилось – во время Второй мировой войны погибло около двух миллионов японских солдат. Многие мужчины вернулись с ранениями, и по физическому и моральному состоянию были не готовы к созданию семьи. Во-вторых, американский образ жизни становился все популярнее и ассоциировался у японок со стабильностью, которой многим не хватало в послевоенной Японии.
	Количество смешанных браков в Японии стало стремительно расти в 1980-х и 1990-х гг. и достигло максимального числа в 2006 году, когда было заключено более 40 000 браков. Однако в последние годы количество смешанных браков постепенно сокращается: причиной этому послужил иммиграционный акт 2005 года, который усложнил процесс получения японской визы. В 2011 году было заключено 25 000 смешанных браков, а в 2013 году – уже около 20 000.
	Если в послевоенное время среди смешанных семей преобладали пары, где муж – иностранец, а жена – японка, в начале XXI века ситуация изменилась в обратную сторону: в Японии становится все больше иностранных жён (в 2011 году их было более 19 000). Большинство женщин, вступающих сегодня в смешанный брак с японцем, являются выходцами из Китая (8 104 пары), Филиппин 	(4290 пар), Южной и  Северной Кореи (3098 пар).
	С конца 1980-х годов также начало увеличиваться количество браков между японцами и выходцами из Советского Союза: в 1995 году было заключено 198 браков, а в 2011 году — уже около 5000.